# 少年A 矯正2500日全記録
少年A 矯正2500日全記録（しょうねんA きょうせい2500にちぜんきろく）は、草薙厚子による著書。

## 概要
2004年4月に文藝春秋から出版。
神戸連続児童殺傷事件が発生してから7年が経って犯人の少年が少年院を仮退院した時の書籍であり、元東京少年鑑別所法務教官の著者が初めて明かす犯人の少年への矯正教育の全容を書いた書籍。犯人の少年は性的サディズムであり、これは本当に克服されているのかが書かれている。少年院では極秘であった更正プロジェクトの贖罪教育・矯正教育が行われて、この教育の全容がこの書籍で初めて明らかにされている。著者は実際に犯人の少年の矯正教育の現場を取材した上でこの書籍を上梓したことから話題となった。
この本は元は『週刊文春』で行われていた連載が書籍化されたものである。この本の著者は東京少年鑑別所元法務教官であった人物ではあるが、この書籍で書かれておる更正プロジェクトや犯人には直接には関わっていない。著者はこの書籍はフリーライターとして執筆していた。このためこの著者は少年院には警戒されて、取材のために少年院周辺をうろうろしていたら強引に名刺を奪われたこともあった。この本で書かれている犯人の少年が持っていた性的サディズムであるが、このことは犯人の少年は女性の裸を想像して自慰行為を行うようになったことから克服されたとされている。
少年院に送致された時点での犯人は自殺することを望み、送致された少年院には批判の電話が鳴り止まないという状態であった。そのような中で矯正プロジェクトチームは犯人の育て直しでは、職員は親兄弟のような存在になり、愛情にあふれた対応を心がけるようにした。だが入院してから1年が経っても矯正しておらずに自殺をすることばかりを望んでいた。そして問題行為を続けるため法務教官の1人が感情を爆発させて涙を流して怒ったところ、犯人はこのとき初めてこの世に自分を思ってくれている人がいると知って、この法務教官を父のような人と日記に書いていた。入所後2年ほど経ってから信頼していた教官にも心を許していたのだが、この教官の転勤が決まり、転勤する日には涙を流して抱き合うなど犯人は寂しさという感情を理解するようになっていたことなど、犯人の少年の少年院での成長が書かれている。